# قطقاط الرمل الكبير

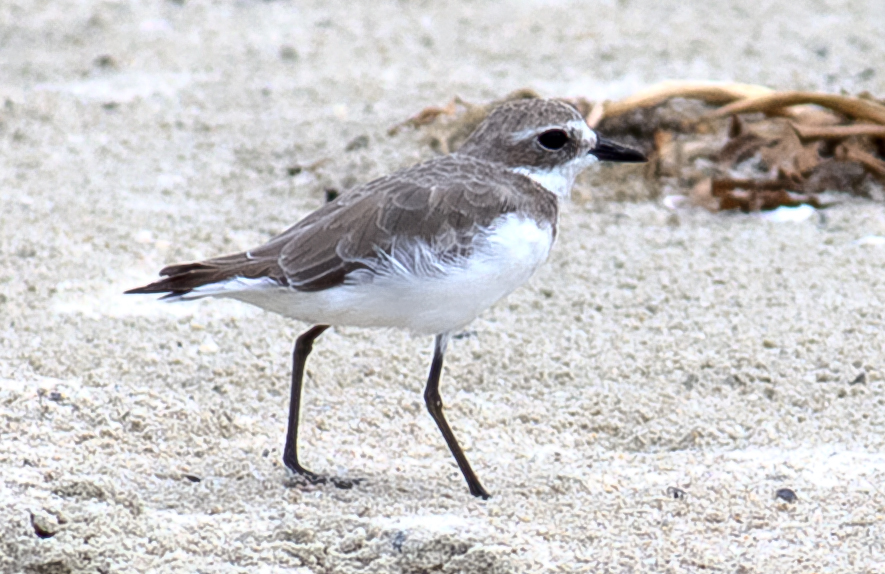

 قطقاط الرمل الكبير أو زقزاق الرمل الكبير (Greater Sand Plover) الاسم العلمي:(Charadrius Leschenaultii)، يشبه هذا الطائر القطقاط الاسكندراني وله منقار غليظ وطويل وله ساقين طويلين. في بداية فصل الشتاء يكون لونه مشابهاً لأنثى القطقاط الاسكندراني حيث يكون لونه رملي فاتح وأبيض، أما من بداية فصل الربيع وموسم التزاوج فتكون ألوانه مميزة حيث يصبح صدره محمر وعلى عينيه خط أسود عريض.وهو مهاجر شائع.

## وصلات خارجية
- الحيوان البري في البلاد العربية من الموسوعة العربية العالمية
- موقع طيور الكويت فيه صور لطائر الهدهد في الكويت وغيره من الطيور